# Minerva Mena
Minerva Mena Peña (11 de septiembre de 1930 - 10 de diciembre de 2004) fue una actriz y profesora universitaria mexicana. Maestra fundadora de la Facultad de Artes Escénicas de la Universidad Autónoma de Nuevo León y un icono de gran influencia en la actividad teatral de Nuevo León.

## Biografía

### Primeros años
Hija de Jesús Mena Gutiérrez y Felisa Peña Martínez, quienes conformaron el dueto cómico musical Mena-Peña, en el que interpretaban zarzuela y opereta. Cantantes itinerantes de variedades, locutores y pioneros del entretenimiento radiofónico en Monterrey, Nuevo León, donde decidieron establecerse a mediados de los años 30.
Según versiones familiares nació en la ciudad de Los Ángeles, California el 11 de septiembre de 1930 y se nacionalizó mexicana posteriormente, aunque cabe aclarar que el acta de nacimiento, promovida por la misma Minerva ante el Registro Civil del estado de Nuevo León, asienta que nació en Monterrey el mismo día.
Fue la menor de tres hijos. Sus hermanos Raúl Rubén, director y coreógrafo muy afín a las revistas musicales, y Jesús Daniel, escenógrafo y artista plástico, estuvieron muy vinculados al ambiente teatral regiomontano y participaron en varios proyectos juntos, pero nunca formalizaron una compañía teatral.
Minerva Mena creció en un ambiente colmado de expresiones artísticas, aunque tuvo una infancia llena de estrecheces económicas. Sus padres instalaron una carpa de revista llamada "Carpa México", ubicada en la calzada Madero de la ciudad de Monterrey, la cual se quemó un par de veces.
Luego de estos reveses económicos decidieron dejar la empresa y buscar un ingreso estable como locutores y cantantes de comerciales en la radio local con el fin de proveerles una mejor educación a sus hijos.
Los primeros estudios de Minerva Mena Peña, los recibió de un maestro, que metido a actor, viajaba con la compañía de zarzuela. Sus primeras intervenciones teatrales las hizo interpretando papeles de niño o niña en las funciones que daban sus padres, al lado de sus hermanos.
A la edad de 11 años la inscribieron en una academia de danza y su sueño era llegar a ser bailarina de ballet clásico, mismo que vio frustrado al morir su padre en un accidente automovilístico.
A partir de ese suceso, y todavía muy joven, acepta una plaza que le ofrece la misma escuela de danza atendiendo a alumnos de recién ingreso. Llega a utilizar su casa para dar clases. Durante su infancia y primera juventud interpretó diferentes papeles en teatro, radionovelas e intervino en diversos comerciales radiofónicos.

### Vida profesional
A la edad de 16 años la invitan a que auxilie en la puesta en escena de una revista musical de la entonces Universidad de Nuevo León, para montar coreografías, ya que la producción era netamente estudiantil. En la misma interviene con un pequeño papel y es elogiada por la prensa local, mismo que marca su debut formal en la que sería la carrera de su vida.
Recibió infinidad de premios y reconocimientos por parte de la crítica local y nacional. Incluso la renombrada e influyente actriz estadounidense Helen Hayes, quien la vio actuar una sola vez, la invitó a Broadway y se ofreció como su mentora. Esta oferta fue rechazada por Mena Peña, al igual que otras hechas por personajes importantes del teatro en la Ciudad de México como Manolo Fábregas y Rafael Banquells. Fue elogiada por Ofelia Guilmáin quien la llamaba la "muchachita de Monterrey".
Un influyente crítico de teatro regiomontano asienta: "Tuvo un talento natural, intensa vitalidad y temperamento. Incursionó en diversos géneros del teatro y trabajó en distinta áreas. Intervino en todas las facetas y actividades de teatro de tal forma que nada le fue desconocido. Desde la actuación y la dirección hasta el maquillaje y el vestuario. También participó en la danza, radio, cine y televisión, pero fue en el teatro en el que cosechó decenas de triunfos y reconocimientos a nivel local y nacional".
Tuvo un papel en la primera telenovela mexicana, "Agonía de Amar", producida en Monterrey, donde compartía créditos al lado de Susana Alexander.
Los papeles que le ofrecieron más reconocimiento los logró interpretando papeles de carácter. Incluso su imagen más difundida es como Bernarda Alba de la obra La Casa de Bernarda Alba de García Lorca.
Incursionó como empresaria en varias producciones, al lado de Refugio Luis Barragán, su esposo en ese entonces. Compraron un teatro al que pusieron por nombre Mayo. Lo remodelaron y dedicaron a producciones experimentales. Luego fue cedido a la Universidad de Nuevo León que lo renombró "Teatro Lope de Vega" y años más tarde fue traspasado a la Universidad Regiomontana. Luego de un incendio fue derruido.
Contemporánea de una reconocida generación de actores y actrices regiomontanos.
Fue maestra fundadora de la Escuela de Artes Escénicas de la Universidad Autónoma de Nuevo León, en la que trabajó como catedrática en la especialidad de Biomecánica y Expresión Corporal hasta su retiro en 1996. 
El 11 de junio de 2009, su nombre fue perpetuado como uno de los pilares del Teatro en Nuevo León mediante homenaje hecho por la UANL al poner su nombre a una de las Aulas de la Facultad de Artes Escénicas, en la que se develó una placa conmemorativa.

### Vida familiar
En 1966 contrajo matrimonio con el arquitecto regiomontano Refugio Luis Barragán, quien también destacaba en la escena teatral como actor y director. En la década de los años 70 la pareja tomó la decisión de separarse, haciendo oficial el acuerdo al firmar el acta de divorcio. 
De esta unión nacieron tres hijos: Marcela (1966-2024), José Luis (1969) y Gabriela Guadalupe (1972), esta última conocida como Gálu. Marcela, la hija mayor, dio a Mena Peña sus únicos dos nietos: Arturo (1994) y Andrés (2002). 
El 10 de diciembre del año 2004, falleció en la ciudad de Monterrey tras nueve meses de padecer las consecuencias físicas y neurológicas que le dejaron una embolia cerebral. Su muerte ocurrió tan solo cuatro días después del fallecimiento de su exesposo, quien había perdido la vida a consecuencia del cáncer en la ciudad de San Antonio, Texas.
Minerva Mena Peña ha recibido una multitud de homenajes póstumos por parte de las autoridades civiles, culturales y educativas del estado de Nuevo León.

## Premios recibidos
- Revelación del Año, Periódico El Heraldo de México. 1965
- Reconocimiento Público al Mérito Cívico, Presea Estado de Nuevo León, 1990. Actividad: Teatro
- Premio UANL a las Artes, 1991. Como actriz.
- Reconocimiento - Homenaje. CONARTE, CONACULTA, INBA, UANL. 2000.

## Intervenciones
- Telenovela "Agonía de Amar"
- Cortometraje “El Destierro” 1976, dirección Jesús J. Torres.

- Prohibido Sucidarse en Primavera, de Alejandro Casona.
- De Repente en Verano, de Tennessee Williams.
- Las Moscas, de Jean Paul Sartre.
- El Mercader de Venecia, de William Shakespeare.
- Los Mangos de Caín, de Abelardo Estornino.
- Las Brujas de Salem, de Arthur Miller.
- El Zoológico de Cristal, de Tennessee Williams.
- Panorama desde el puente, de Arthur Miller.
- Hamlet, de William Shakespeare.
- El Pelícano, de August Strindber.
- Una pura y dos con sal, de Antonio González Caballero.
- La Señora Klein, de Nicolas Wright.
- La muerte de un viajante, de Arthur Miller.
- La danza que sueña la tortuga, de Emilio Carballido.
- Salomé, de Oscar Wilde.
- Fedra, de Jean Racine.
- La casa de Bernarda Alba, de Federico García Lorca.